# Сборная Азербайджана по пляжному футболу
Сборная Азербайджана по пляжному футболу — главная сборная страны по пляжному футболу. Представляет Азербайджан на международных состязаниях. 

## История

### Товарищеские матчи
С 18 по 31 марта 2009 года сборная Азербайджана по пляжному футболу провела серию товарищеских матчей в рамках сборов в Дубае. Сборная разгромила чемпиона ОАЭ, клуб «Фуржан» со счетом 8:1, а в двух последующих играх со сборной ОАЭ сначала уступила со счетом 3:5, а затем взяляла реванш со счетом 4:2. 

### Чемпионат мира 2009
В июне 2009 года сборная Азербайджана заняла 8-е место, дойдя до 1/4 финала европейского отборочного турнира Кубка мира-2009, который проходил в испанском городе Кастельон-де-ла-Плана, обыграв при этом национальные сборные Португалии и Англии.

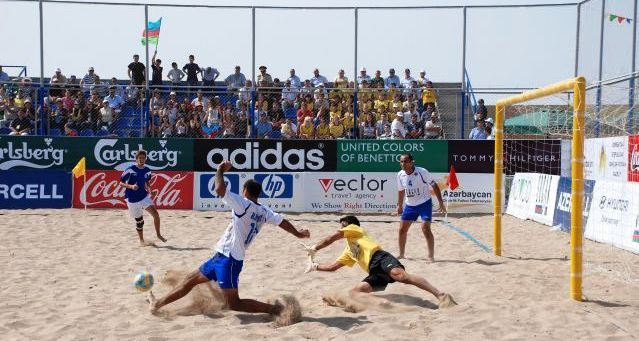
Эпизод из матча сборных Норвегии и Азербайджана

### Чемпионат мира 2011
В проходившем с 11 по 18 июля в итальянском городе Бибиано отборочном туре Чемпионата мира 2011 года, сборная Азербайджана попала в одну группу «F» со сборными Чехии, Франции и Казахстана. Первая игра со сборной Чехии закончилась победой Азербайджана со счётом 5:4. Хет-триком отличился Зейнал Зейналов. Следующая игра со сборной Франции закончилась поражением со счётом 8:10. Обыграв в 3-м туре сборную Казахстана со счётом 9:2, команда Азербайджана, заняв второе место в группе, вышла в 1/8 финала, где встретилась со сборной Португалии. Игра закончилась со счётом 5:2 в пользу сборной Португалии. В составе сборной Азербайджана отличились Хикмет Багиров и Муслим Гусейнов.

### Евролига 2018
26 июня 2018 года после победы сборной Испании над сборной Франции, команда из Азербайджана впервые вышла в Суперфинал Евролиги. Соперниками сборной Азербайджана стали сборные Испании, Португалии и Швейцарии.

### Евролига 2025
В Евролиге 2025 на первом квалификационном этапе Азербайджан выступает в Дивизионе Б вместе с Англией, Бельгией и Литвой.
В первом матче 23 мая Азербайджан выиграл у Англии (5:4), во втором 24 мая — у Бельгии (11:2).
Матчи прошли в Эль-Пуэрто-де-Санта-Мария (Испания).
Состав на турнире: Рамиль Алиев, Джамал Бахшалиев, Эльшад Манафов, Камиль Гусейнов, Орхан Мамедов, Амид Назаров, Сахиб Мамедов, Байрам Байрамлы.

## Состав
Состав сборной Азербайджана по пляжному футболу, во время проведения сборов в Баку С 10 по 17 апреля 2009 года, для подготовки к участию в отборочном турнире чемпионата мира: Эльшад Гулиев, Ильхам Азиззаде, Эльвин Гулиев, Хикмет Багиров, Руслан Алиев, Эмин Кюрдов, Вагиф Ширинбеков, Эльнур Ахмедов, Сахиб Мамедов, Асиф Зейналов, Зейнал Зейналов, Муслим Гусейнов, Сеймур Мамедов, Абузяр Ибрагимов, Рафаэль Абдулов, Ризван Фарзалиев, Заур Алиев, Агатахир Азимов, Намик Мамедкеримов.

## Главные тренеры
- Зейнал Зейналов
- Сахиб Мамедов (с 13 июля 2024)[11]